# مکس کیلمان
مکس کیلمان (انگلیسی: Max Kilman؛ زادهٔ ۲۳ مهٔ ۱۹۹۷) بازیکن فوتبال اهل انگلستان است.
از باشگاه‌هایی که در آن بازی کرده‌است می‌توان به باشگاه فوتبال میدنهد یونایتد اشاره کرد.
وی همچنین در تیم ملی فوتسال انگلستان بازی کرده‌است.